# Kosmos Airlines
Kosmos Airlines (russe : КОСМОС производственное объединение, KOSMOS Proizvodstvennoe obiedinenie) est une compagnie aérienne russe fondée en 1995, spécialisée dans la livraison de fret vers les sites de lancement.

## L'histoire

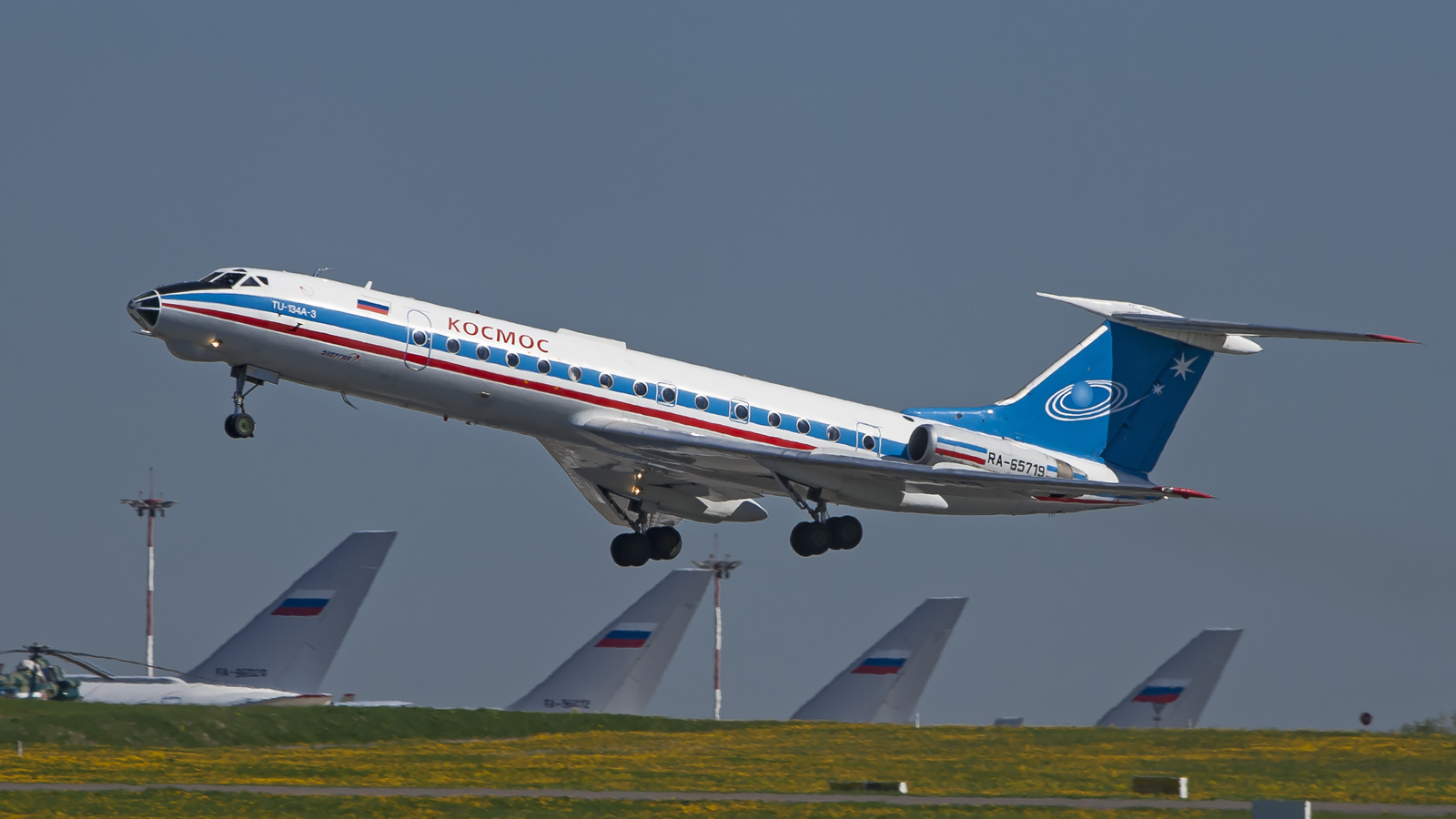
Kosmos Airlines au départ de Moscou-Vnukovo

Kosmos Airlines a été fondée en 1995 sous le nom d'Aviacompany Kosmos. En 2001, elle a été renommée Kosmos Airlines. Elle opérait dans ses destinations russes ainsi que des services de passagers et de fret. L'An-12TB, avion cargo et le Tupolev Tu-134B-3 et le Tupolev Tu-154 sont les seuls avions de passagers de Kosmos Airlines.

## Flotte

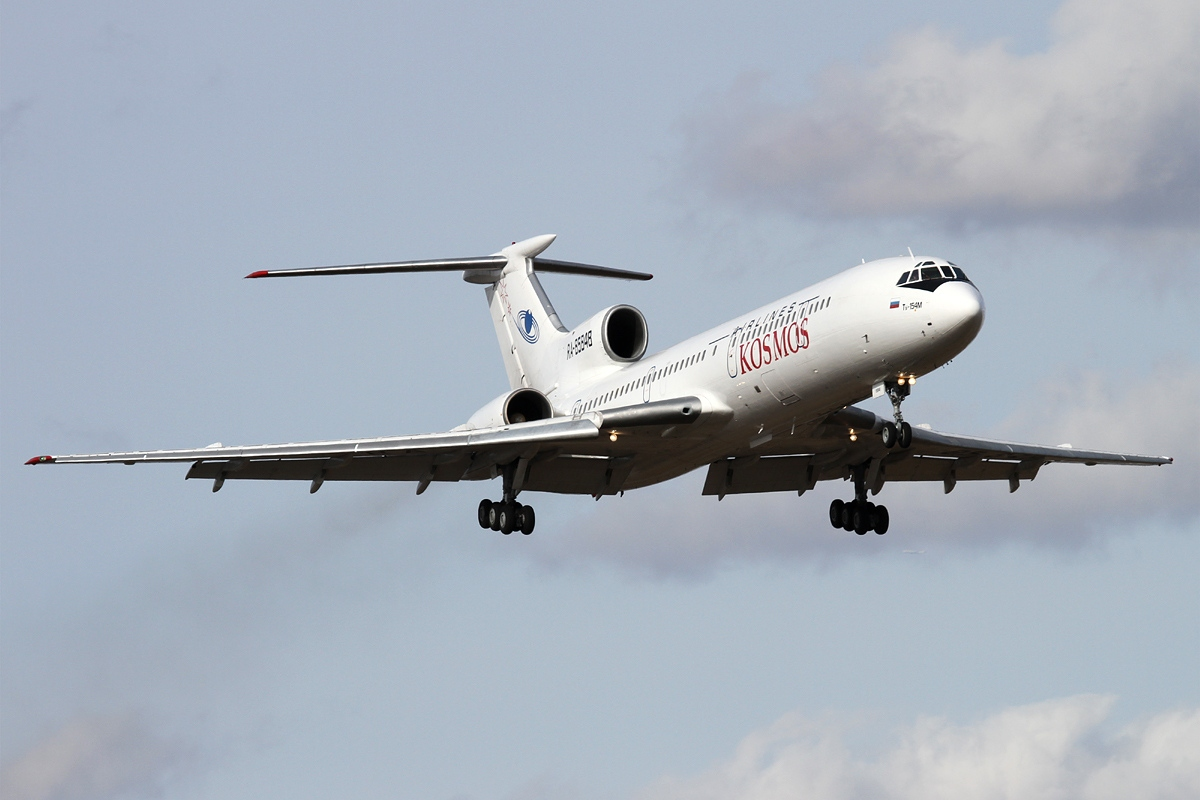
Tupolev Tu-154 de Kosmos Airlines à l'atterrissage à Moscou-Vnukovo

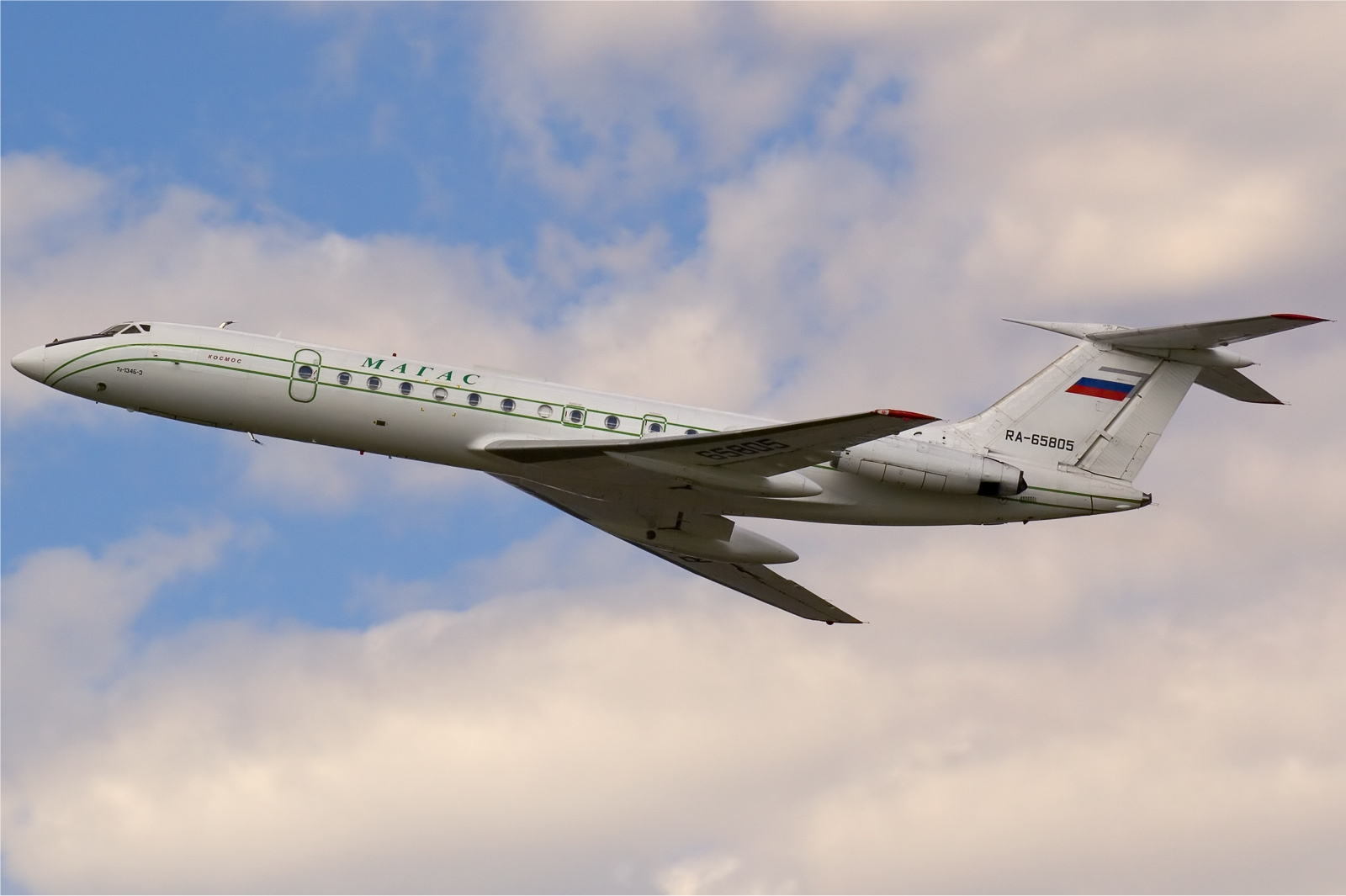
Tupolev Tu-134 de Kosmos Airlines, mais en livrée MAGAS, vu en 2008.

La flotte de Kosmos Airlines comprend les aéronefs suivants (en juillet 2018):
La flotte aérienne comprenait auparavant les appareils suivants (en juillet 2014):
- 2 Tupolev Tu-134B-3
- 1 Tupolev Tu-154
- 1 Antonov An-12To

## Terminal Vnukovo-3 «Kosmos»
Kosmos Airlines est basée à l'aéroport de Vnukovo et exploite un terminal d'aéroport à Vnukovo-3, appelé terminal de Kosmos. Le terminal de Kosmos a son propre tablier avec des rampes de stationnement. Il dessert les avions des compagnies aériennes Kosmos ainsi que d'autres compagnies aériennes à Vnukovo.